# Pere Turull i Sallent
Pere Turull i Sallent   (Sabadell, 16 d'octubre de 1796 - 4 d'abril de 1869) conegut a Madrid com el Rico Catalán, fou un industrial i polític català, que contribuí fonamentalment a la transformació industrial de Sabadell amb la introducció de la maquinària de vapor a les seves indústries, fet que ajudà a convertir-la en la primera concentració tèxtil llanera d'Espanya. Fou el pare de l'industrial i polític Pau Turull i Comadran.

## Biografia
Va ser diputat a les Corts espanyoles de Madrid entre 1858 i 1862 i comandant de la Milícia Nacional. Exercí d'alcalde de Sabadell en quatre ocasions entre 1838 i 1857.
Va promoure i fundar la Caixa d'Estalvis de Sabadell, l'Institut Industrial i el Cercle Sabadellès, a més de reorganitzar el Gremi de Fabricants.

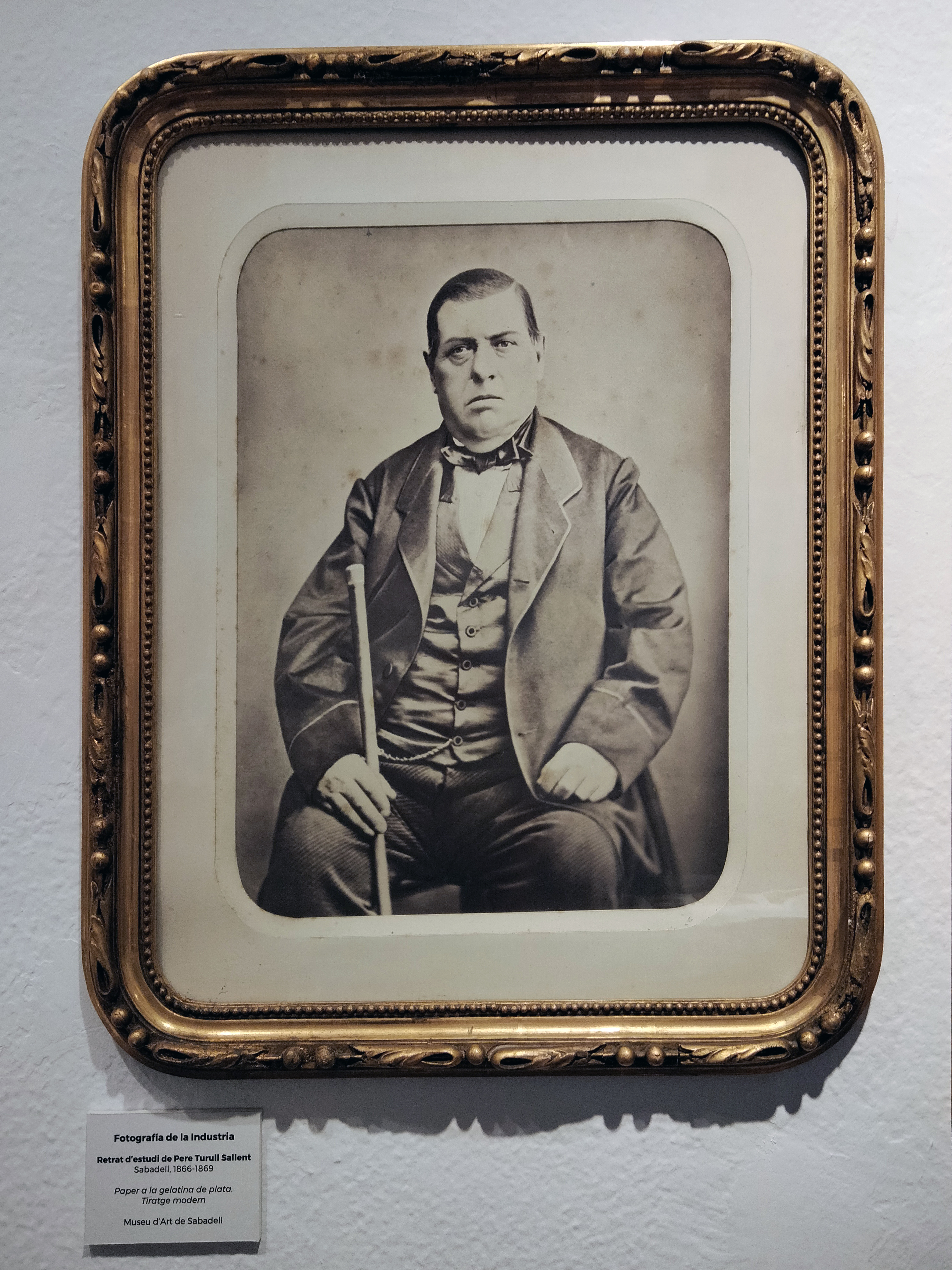
Retrat d'estudi, 1866-1869 (Museu d'Art de Sabadell)

A mitjan segle xix, Turull, que exportava a gran escala, va adquirir un bergantí goleta, primer i únic representant d'una efímera marina mercant sabadellenca, per transportar el gènere que venia a l'Argentina, a Xile, al Perú i altres països sud-americans.
El 1860, en ocasió de la visita a Sabadell, la reina Isabel II s'hostatjà a la casa senyorial que Turull tenia al carrer anomenat aleshores de Sant Domènec, l'actual Doctor Puig, que acull la seu del Museu d'Art.
El 19 de juny de 1874, l'Ajuntament, presidit per l'alcalde Josep A. Planes i Borrell, acordà donar el nom de Turull a un carrer de la ciutat.